# Электрогорские вести
«Электрогорские вести» — еженедельная общественно-политическая газета г. Электрогорска Московской области.
В газете публикуются городские и районные новости, информационные статьи, рекламные материалы и объявления.
Газета распространяется в Электрогорске, рассказывает о его жителях, городских проблемах и перспективах развития.

## История
Первый номер газеты был отпечатан в июле 1993 года на печатном станке Павлово-Посадской типографии два черно-белых листа формата А4.
1993—1997 главный ректор газеты Ольга Михалчева — выпускница журфака Московского государственного университета.
В 1997 году издание возглавила Людмила Трофименко. В течение 20 лет она развивала, совершенствовала «Электрогорские вести», привлекала в газету новых журналистов и вдохновляла их на творческую работу.
В 2006 году был осуществлен переход в состав Министерства по делам печати и информации.
Государственное автономное учреждение «Электрогорское информационное агентство» начало работать с 2006 года как организация, подведомственная Министерству по делам печати и информации Правительства Московской области (в настоящее время — Главное управление по информационной политике Правительства Московской области) — основной печатный орган газета «Электрогорские вести».
В 2021 году газета доставлялась волонтерами «Единой России» пожилым людям Электрогорска.

## Рубрики
Постоянные рубрики газеты — «День за днем», «Дежурный по номеру», «Образование», «Социальная жизнь», «Национальность», ДМБ («Давайте меньше болеть»), «Молодежь», пользующаяся особой популярностью у населения полоса «Край родной».

## Настоящее время
Тираж газеты — 2100 экземпляров.
Издание формата А-3 на 16 цветных полосах выходит один раз в неделю по четвергам
Учредители: ГАУ МО «Информационное агентство Павлово-Посадского района МО», администрация г.о. Электрогорск.
«Электрогорские вести» сотрудничают с городскими предприятиями и учреждениями, службами администрации, предпринимателями, молодёжными творческими коллективами.
Главным редактором газеты до 2023 года являлась Красова Елена Анатольевна.
В 2023 году газета вошла в состав ГАУ МО Издательский дом "Подмосковье". Главным редактором издания стал Илья Попов.